# Маркт-Эрльбах
Маркт-Эрльбах (нем. Markt Erlbach) — ярмарочная община в Германии, в земле Бавария.
Подчиняется административному округу Средняя Франкония. Входит в состав района Нойштадт-ан-дер-Айш-Бад-Виндсхайм. Население составляет 5517 человек (на 31 декабря 2010 года). Занимает площадь 60,90 км². Официальный код — 09 5 75 145.

## Население
По оценке на 31 декабря 2015 года население общины Маркт-Эрльбах составляет 5620 чел. 

| Дата      | 1840 | 1871 | 1900 | 1925 | 1939 | 1950 | 1961 | 1970 | 1987 | 2011 |
| --------- | ---- | ---- | ---- | ---- | ---- | ---- | ---- | ---- | ---- | ---- |
| Население | 3517 | 3461 | 3031 | 2849 | 2734 | 4166 | 3657 | 3665 | 4269 | 5453 |

| Год       | 1960 | 1970 | 1980 | 1990 | 2000 | 2009 | 2010 | 2011 | 2012 | 2013 | 2014 | 2015 |
| --------- | ---- | ---- | ---- | ---- | ---- | ---- | ---- | ---- | ---- | ---- | ---- | ---- |
| Население | 3691 | 3664 | 3872 | 4594 | 5566 | 5616 | 5517 | 5460 | 5500 | 5511 | 5564 | 5620 |

## Внутреннее деление
Община подразделяется на 33 административных единиц.